# Barlig
Barlig è una municipalità di quinta classe delle Filippine, situata nella provincia di Mountain, nella Regione Amministrativa Cordillera.
Barlig è formata da 11 barangay:
- Chupac
- Fiangtin
- Gawana (Pob.)
- Kaleo
- Latang
- Lias Kanluran
- Lias Silangan
- Lingoy
- Lunas
- Macalana
- Ogoog